# Donda lichenoides
Donda lichenoides är en fjärilsart som beskrevs av George Francis Hampson 1894. Donda lichenoides ingår i släktet Donda och familjen nattflyn. Inga underarter finns listade i Catalogue of Life.